# Nicolás de Ovando
Fra' Nicolás de Ovando y Cáceres (Brozas, 1460 – Madrid, 29 maggio 1511) è stato un militare ed esploratore spagnolo proveniente da una famiglia nobile, oltre che cavaliere dell'Ordine Militare di Alcántara.
Fu governatore delle Indie (Hispaniola) dal 1502 al 1509.

## Biografia

### Gioventù
Nato in una nobile famiglia, figlio di Diego Fernández de Cáceres y Ovando e della prima moglie Isabel Flores de las Varillas, lontana parente di Hernán Cortés, entrò a far parte dell'Ordine di Alcántara dove divenne Mastro (Mestre o Maitre) o comandante maggiore (Comendador-Mayor). Questa fratellanza, fondata nel 1156, può essere paragonata a quella dei Cavalieri templari. Il fratello maggiore, primogenito, era Diego de Cáceres y Ovando.

### Nomina a governatore
Come comandante di Lares fu un uomo molto apprezzato dalla famiglia reale, ed in particolare dalla regina Isabella. Così, il 3 settembre 1501, la corona spagnola decise di sostituire Francisco de Bobadilla nominando Ovando terzo governatore e capitano generale delle Indie per volere di Cristoforo Colombo nel 1502.

### Spedizione nelle Americhe
Il 13 febbraio 1502 salpò dalla Spagna con una flotta di trenta navi. Si trattava della più grande flotta mai partita per il Nuovo Mondo. 
Le trenta navi trasportavano 2500 coloni. A differenza del precedente insediamento fondato da Cristoforo Colombo, questo gruppo di coloni fu deliberatamente scelto per rappresentare uno spaccato dell'intera società spagnola. Il progetto di Ovando era quello di sviluppare economicamente le Indie Occidentali per favorire l'allargamento religioso spagnolo, e l'influenza amministrativa nella regione. Assieme a lui viaggiava Francisco Pizarro, che in seguito avrebbe esplorato il Sudamerica conquistando l'impero inca. Un'altra nave trasportava Bartolomé de Las Casas, in seguito diventato famoso come 'protettore degli indiani'. Nel 1502 anche Hernán Cortés avrebbe dovuto salpare con lui, un lontano parente, ma un infortunio occorsogli durante la fuga dalla camera di una donna sposata di Medellín gli impedì di partire.

### Amministrazione
Quando Ovando giunse ad Hispaniola nel 1502, trovò i nativi in rivolta. Soppresse la ribellione con una serie di sanguinose campagne militari. L'amministrazione di Ovando ad Hispaniola fu una delle più crudeli nei confronti degli indiani. Quando gli spagnoli erano arrivati nel 1492, la popolazione locale veniva stimata in 500 000 persone. Secondo un censimento del 1507 erano ridotti a sole 60 000 unità. 
Ovando fondò molte città su Hispaniola sviluppando l'industria mineraria, introcudendo la coltivazione dello zucchero di canna con piante importate dalle isole Canarie, e commissionò spedizioni di scoperta. La corona spagnola non era interessata solo agli indiani come fonte di cibo, ma anche come forza lavoro per l'estrazione dell'oro dalle vicine miniere.
Ovando ordinò l'importazione di schiavi di lingua spagnola di discendenza africana nelle Americhe. Molti rappresentanti della borghesia spagnola assunsero schiavi per il lavoro come servi nelle proprie case. Molti di loro furono mandati a lavorare nelle piantagioni di canna da zucchero.
Ovando fu richiamato in Spagna nel 1509 da re Ferdinando, mantenendo una promessa fatta alla moglie Isabella sul suo letto di morte. Fu sostituito con Diego Colón, ma gli fu concesso di mantenere le proprie proprietà. 
Morì il 29 maggio 1511 a Madrid, e fu sepolto nella chiesa di San Benito d'Alcantara.
Ovando aveva nominato Hernán Cortés a notaio dandogli in concessione alcune terre. Questo permise a Cortés di iniziare la propria carriera di conquistador.